# Basílica Santuario de Nuestra Señora de la Concepción del Buen Suceso (Caconde)
La Basílica Santuario de Nuestra Señora de la Concepción del Buen Suceso  (en portugués: Basílica Santuário de Nossa Senhora da Conceição do Bom Sucesso) Es un templo y el asiento de la parroquia del mismo nombre, bajo la jurisdicción de la Iglesia Católica en el municipio de Caconde, en el noroeste de Sao Paulo al sur de Brasil. Es la segunda parroquia más antigua de la Diócesis de Boa Vista y está dedicada a Nuestra Señora del Buen Suceso, después de haber sido creada el 19 de marzo de 1775, por orden de Don Manuel da Ressurreição, tercer obispo de Sao Paulo.
La iglesia de Caconde ha sufrido varias reformas. Su elevación a santuario data del 7 de diciembre de 2004, por decreto del Obispo diocesano David Pimentel Dias, obispo de São João da Boa Vista. Y desde el 26 de octubre de 2006, ahora tiene un '«Vinculi Adfinitatis spiritalis» (afinidad de unión espiritual) perpetuo con la sacrosanta y basílica papal de Santa María la Mayor de Roma, por lo cual, puede conceder Indulgencias Plenarias de la misma forma que esa basílica. El santuario fue elevado a la dignidad de Basílica Menor, el 12 de agosto de 2008, por el Papa Benedicto XVI.

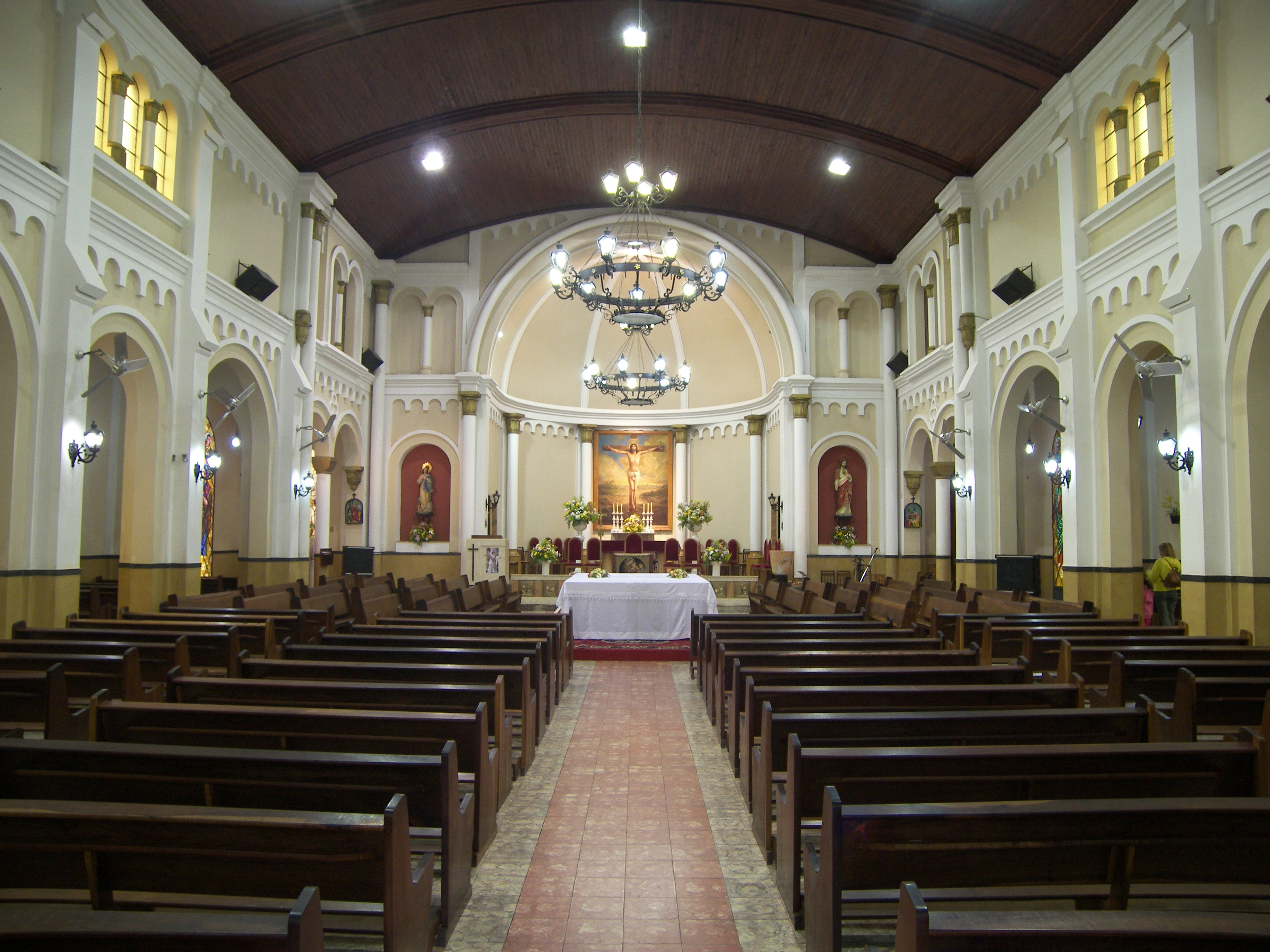
Vista interna